# Quartier de Javel
Quartier de Javel är Paris 60:e administrativa distrikt, beläget i femtonde arrondissementet. Distriktet har fått sitt namn av Eau de Javel, en sorts blekmedel som uppfanns av kemisten och läkaren Claude Louis Berthollet, som hade sin kemiska fabrik i Paris.
Femtonde arrondissementet består även av distrikten Saint-Lambert, Grenelle och Necker.
Citroën öppnade sina första fabrik i Quartier de Javel (Quai de Javel) 1919. 

## Sevärdheter
- Saint-Christophe-de-Javel
- Parc André-Citroën
- Square Violet
- Parc omnisports Suzanne-Lenglen

## Bilder
| - De fyra administrativa distrikten i Paris femtonde arrondissement. - Saint-Christophe-de-Javel. - Square Violet. |

## Kommunikationer
- Tunnelbana – linje  – Javel–André Citroën